# Redhill (Surrey)
Redhill – miasto w Anglii, w hrabstwie Surrey, w dystrykcie Reigate and Banstead. Leży 30 km na południe od centrum Londynu. Miasto liczy 25 751 mieszkańców.
Z Redhill pochodzi Anna Smith, brytyjska tenisistka.